# 卡尔·弗农
卡尔·弗农（英語：Karl Vernon，1880年6月19日—1973年7月11日），英国前男子赛艇运动员。他曾代表英国参加1912年夏季奥林匹克运动会赛艇比赛，获得男子四人单桨有舵手银牌。